# Cephalogryllus
Cephalogryllus is een geslacht van rechtvleugeligen uit de familie krekels (Gryllidae). De wetenschappelijke naam van dit geslacht is voor het eerst geldig gepubliceerd in 1925 door Lucien Chopard.

## Soorten
Het geslacht Cephalogryllus omvat de volgende soorten:
- Cephalogryllus bangali Otte & Alexander, 1983
- Cephalogryllus belubulus Otte & Alexander, 1983
- Cephalogryllus goondooloois Otte & Alexander, 1983
- Cephalogryllus kurringa Otte & Alexander, 1983
- Cephalogryllus laeviceps Chopard, 1925
- Cephalogryllus liaweena Otte & Alexander, 1983
- Cephalogryllus mannena Otte & Alexander, 1983
- Cephalogryllus matakira Otte & Alexander, 1983
- Cephalogryllus mileurae Otte & Alexander, 1983
- Cephalogryllus mitanina Otte & Alexander, 1983
- Cephalogryllus pentaringus Otte & Alexander, 1983
- Cephalogryllus tau Otte & Alexander, 1983
- Cephalogryllus tundulla Otte & Alexander, 1983
- Cephalogryllus wilya Otte & Alexander, 1983